# Tmarus eques
Tmarus eques là một loài nhện trong họ Thomisidae.
Loài này thuộc chi Tmarus. Tmarus eques được Tord Tamerlan Teodor Thorell miêu tả năm 1890.